# Гудимович, Пётр Ильич
Пётр Ильи́ч Гудимо́вич (родился 20 октября 1902 года, Новгород-Северск, Черниговская губерния, Российская империя — умер в 1993 году, РФ) — советский разведчик, резидент советской разведки в Польше, полковник. Муж советской разведчицы Елены Дмитриевны Модржинской.

## Биография
В 1920 окончил 6 классов средней школы. С марта 1921 служил переписчиком в новгород-северском уездном военкомате и кавалерийских частях РККА, в сентябре 1924 демобилизован. Поселился в Туапсе, где в 1924—1930 работал делопроизводителем в районном военкомате и грузчиком. В 1928 вступил в ВКП(б) и в 1932 окончил рабфак, а в 1933 окончил Институт инженеров коммунистического строительства в Новочеркасске, после чего был направлен на работу в органы государственной безопасности. С марта 1933 по апрель 1934 слушатель Центральной школы ОГПУ в Москве, затем он был направлен на работу в Саратовскую область. В 1937 — 1938 слушатель ШОН (школы особого назначения) НКВД СССР в Подмосковье. С 1937 заместитель начальника отделения в 5-м отделе (разведка) ГУГБ НКВД СССР, в 1938 — 1940 являлся заместителем начальника отделения ИНО ГУГБ НКВД. С ноября 1940 по июнь 1941 управляющий советским имуществом и резидент (под прикрытием должности коменданта советского полномочного представительства) в оккупированной Польше, где работал вместе со своей женой. Неоднократно докладывал в Москву о подготовке немцев к войне с СССР. В годы войны занимался подготовкой и направлением в тыл врага разведывательно-диверсионных групп, был начальником отделения, заместителем начальника 2-го отдела 4-го управления НКГБ СССР. После войны продолжал работать в разведке. Уволен в запас в 1953 вместе с женой по сокращению штатов. 

### Звания
- с 22 марта 1936 — сержант государственной безопасности, приказ НКВД СССР № 175;
- c 1 февраля 1939 — лейтенант государственной безопасности, приказ НКВД СССР № 199;
- на 20 сентября 1943 —	майор государственной безопасности;
- полковник.

### Награды
- 20 сентября 1943 — орден «Знак Почёта», указ Президиума ВС СССР № 214/392;
- 3 ноября 1944 — орден Красной Звезды, указ Президиума ВС СССР № 219/205;
- 1945 — медаль «За победу над Германией в Великой Отечественной войне 1941—1945 гг.».